# Большое Льгово
Большое Льгово  — деревня в Калязинском районе Тверской области. Входит в состав Семендяевского сельского поселения.

## География
Находится в юго-восточной части Тверской области на расстоянии приблизительно 16 км на восток по прямой от районного центра города Калязин.

## История
Была отмечена на карте 1825 года. В 1859 году здесь (тогда деревня Малое и Большое Льгово Калязинского уезда Тверской губернии) было учтено 46 дворов, в 1941 — 55.

## Население
Численность населения: 321 человек (1859 год), 7 (русские 100 %) в 2002 году, 1 в 2010.